# Pływanie na Letnich Igrzyskach Olimpijskich 1972 – 4 × 100 m stylem dowolnym kobiet
Sztafeta 4 × 100 m stylem dowolnym kobiet – jedna z konkurencji pływackich rozgrywanych podczas XX Igrzysk Olimpijskich w Monachium. Eliminacje i finał odbyły się 30 sierpnia 1972 roku.
Mistrzyniami olimpijskimi zostały Amerykanki. Sztafeta w składzie: Sandra Neilson (58,98), Jennifer Kemp (58,99), Jane Barkman (59,03) i Shirley Babashoff (58,18) czasem 3:55,19 pobiła rekord świata. Reprezentantki NRD, które w eliminacjach wyrównały rekord globu, w finale zdobyły srebrny medal i poprawiły rekord Europy (3:55,55). Na najniższym stopniu podium znalazły się zawodniczki z RFN, ustanawiając rekord swojego kraju (3:57,93).

## Rekordy
Przed zawodami rekord świata i rekord olimpijski wyglądały następująco:
| Rekord            | Reprezentacja | Czas    | Miejsce     | Data                 |       |
| ----------------- | --- | ------- | ----------- | -------------------- | ----- |
| Rekord świata     | Stany Zjednoczone · Jane Barkman · Kim Peyton · Sandra Neilson · Shirley Babashoff                                | 3:58,11 | Santa Clara | 18 sierpnia 1972     | [ 1 ] |
| Rekord olimpijski | Stany Zjednoczone · Jane Barkman (1:01,2) · Linda Gustavson (1:00,5) · Susan Pedersen (1:01,3) · Jan Henne (59,5) | 4:02,5  | Meksyk      | 26 października 1968 | [ 2 ] |

W trakcie zawodów ustanowiono następujące rekordy:
| Data        | Etap konkurencji | Reprezentacja | Czas    | Rekord |
| ----------- | ---------------- | --- | ------- | ------ |
| 30 sierpnia | eliminacje       | NRD · Andrea Eife (1:00,18) · Sylvia Eichner (59,81) · Elke Sehmisch (58,58) · Kornelia Ender (59,52)                 | 3:58,11 | =      |
| 30 sierpnia | finał            | Stany Zjednoczone · Sandra Neilson (58,98) · Jennifer Kemp (58,99) · Jane Barkman (59,03) · Shirley Babashoff (58,18) | 3:55,19 | WR     |

## Wyniki

### Eliminacje
| Miejsce | Wyścig | Reprezentacja     | Zawodniczki | Czas    | Uwagi |
| ------- | ------ | ----------------- | --- | ------- | ----- |
| 1.      | 1      | NRD               | Andrea Eife (1:00,18) Sylvia Eichner (59,81) Elke Sehmisch (58,58) Kornelia Ender (59,52)                        | 3:58,11 | Q, =  |
| 2.      | 2      | Stany Zjednoczone | Kim Peyton (1:00,12) Lynn Skrifvars (1:00,60) Jane Barkman (59,39) Ann Marshall (58,81)                          | 3:58,93 | Q     |
| 3.      | 2      | RFN               | Gudrun Beckmann (1:01,63) Jutta Weber (1:00,62) Angela Steinbach (59,96) Heidemarie Reineck (59,40)              | 4:01,63 | Q     |
| 4.      | 1      | Holandia          | Enith Brigitha (59,37) Anke Rijnders (1:01,14) Hansje Bunschoten (1:00,71) Josien Elzerman (1:01,47)             | 4:02,70 | Q     |
| 5.      | 2      | Szwecja           | Anita Zarnowiecki (1:01,08) Eva Andersson (1:00,97) Diana Olsson (1:00,40) Irwi Johansson (1:01,53)              | 4:03,99 | Q     |
| 6.      | 2      | Węgry             | Andrea Gyarmati (1:00,77) Judit Turóczy (1:01,55) Edit Kovács (1:01,82) Magdolna Patóh (1:00,13)                 | 4:04,29 | Q     |
| 7.      | 1      | Australia         | Deborah Palmer (1:01,48) Leanne Francis (1:01,37) Sharon Booth (1:01,07) Debra Cain (1:01,50)                    | 4:05,44 | Q     |
| 8.      | 1      | Kanada            | Mary Beth Rondeau (1:02,95) Judy Wright (1:01,68) Leslie Cliff (1:00,72) Wendy Cook (1:00,58)                    | 4:05,95 | Q     |
| 9.      | 1      | ZSRR              | Tatjana Zołotnicka (1:02,03) Jelena Timoszenko (1:01,83) Nadieżda Matiuchina (1:01,56) Iryna Ustymenko (1:02,12) | 4:07,55 |       |
| 10.     | 2      | Japonia           | Yoshimi Nishigawa (1:01,34) Shigeko Kawanishi (1:01,64) Eiko Goshi (1:01,88) Yukari Takemoto (1:03,46)           | 4:08,34 |       |
| 11.     | 1      | Francja           | Claude Mandonnaud (1:01,38) Chantal Schertz (1:02,81) Christine Petit (1:03,70) Guylaine Berger (1:00,92)        | 4:08,82 |       |
| 12.     | 2      | Wielka Brytania   | Diana Sutherland (1:03,36) Judith Sirs (1:03,17) Susan Edmondson (1:01,74) Lesley Allardice (1:01,23)            | 4:09,51 |       |
| 13.     | 2      | Włochy            | Laura Podestà (1:02,44) Patrizia Lanfredini (1:02,62) Laura Gorgerino (1:03,07) Federica Stabilini (1:02,56)     | 4:10,70 |       |
| 14.     | 2      | Szwajcaria        | Margrit Thomet (1:03,25) Irène Debrunner (1:02,68) Christiane Flamand (1:03,10) Françoise Monod (1:01,68)        | 4:10,73 |       |
| 15.     | 1      | Meksyk            | María Teresa Ramírez (1:01,79) Virginia Anchestegui (1:03,96) Laura Vaca (1:04,77) Marcia Arriaga (1:04,42)      | 4:14,95 |       |
| 16.     | 1      | Irlandia          | Ann O’Connor (1:06,15) Christine Fulcher (1:05,53) Brenda McGrory (1:08,05) Aisling O’Leary (1:06,59)            | 4:26,34 |       |

### Finał
| Miejsce | Reprezentacja     | Zawodniczki                                                                                         | Czas    | Uwagi |
| ------- | ----------------- | --------------------------------------------------------------------------------------------------- | ------- | ----- |
| 1. !    | Stany Zjednoczone | Sandra Neilson (58,98) Jennifer Kemp (58,99) Jane Barkman (59,03) Shirley Babashoff (58,18)         | 3:55,19 | WR    |
| 2. !    | NRD               | Gabriele Wetzko (59,23) Andrea Eife (58,96) Elke Sehmisch (59,08) Kornelia Ender (58,27)            | 3:55,55 | ER    |
| 3. !    | RFN               | Jutta Weber (59,84) Heidemarie Reineck (59,02) Gudrun Beckmann (59,99) Angela Steinbach (59,07)     | 3:57,93 | NR    |
| 4.      | Węgry             | Andrea Gyarmati (59,32) Judit Turóczy (1:00,88) Edit Kovács (1:01,12) Magdolna Patóh (59,06)        | 4:00,39 |       |
| 5.      | Holandia          | Enith Brigitha (59,46) Anke Rijnders (1:00,85) Hansje Bunschoten (59,93) Josien Elzerman (1:01,24)  | 4:01,49 |       |
| 6.      | Szwecja           | Anita Zarnowiecki (1:01,16) Eva Andersson (1:00,25) Diana Olsson (1:00,30) Irwi Johansson (1:00,97) | 4:02,69 |       |
| 7.      | Kanada            | Wendy Cook (1:00,98) Judy Wright (1:01,06) Mary Beth Rondeau (1:01,37) Leslie Cliff (1:00,41)       | 4:03,83 |       |
| 8.      | Australia         | Deborah Palmer (1:02,02) Leanne Francis (1:01,09) Sharon Booth (1:00,70) Shane Gould (1:01,00)      | 4:04,82 |       |